# Drew McConnell
Pour les articles homonymes, voir McConnell.
 (janvier 2009).
Si vous disposez d'ouvrages ou d'articles de référence ou si vous connaissez des sites web de qualité traitant du thème abordé ici, merci de compléter l'article en donnant les références utiles à sa vérifiabilité et en les liant à la section « Notes et références ».
Drew McConnell est un musicien irlandais né le 10 novembre 1978 à Dublin. 
Il est l'actuel bassiste et cochanteur du groupe anglais Babyshambles, formé par l'ex-chanteur de The Libertines, Peter Doherty.
Il a vécu la plupart de son enfance à Tenerife en Espagne et par conséquent parle l'espagnol couramment.
Drew McConnell fut auparavant membre du groupe Elviss. Il a aussi participé à d'autres projets tels que The Phoenix Drive et conserve sa propre carrière solo. 
McConnell a fondé un groupe musical appelé Helsinki, où il joue ses propres versions des chansons de Babyshambles. Parmi les autres membres on peut compter Stephen Large (Squeeze), Albert Hammond Jr (The Strokes), les batteurs Seb Rochford (Polar Bear, Acoustic Ladyland) et Jamie Morrison (The Noisettes), le guitariste Matt Parks, la violoniste Jonnie Fielding (Larrikin Love) & Fionn Regan.
En 2008, il rejoint le groupe Mongrel de Jon McClure (Reverend and the Makers) et Andy Nicholson (ex-Arctic Monkeys).
Il est aussi très impliqué avec le mouvement Love Music Hate Racism.